# Перета Тереза Семенівна
Пере́та (Барано́вська) Тере́за Семе́нівна (27 жовтня 1934 — 27 листопада 2020) — акторка театру і кіно, провідна актриса Івано-Франківського національного академічного обласного музично-драматичного театру ім. Івана Франка, Заслужена артистка України (1984), Народна артистка України (2009).

## Дитинство і юність
Народилася 27 жовтня 1934 р. в селі Літчани Волинської області в багатодітній та багатонаціональній сім'ї. Батько був музикантом-самоучкою, який знав нотну грамоту, та грав на скрипці, духових інструментах, керував духовим оркестром в селі. Саме від нього дочка успадкувала любов до прекрасного.
1939 року Тереза разом із батьками переїжджає жити до міста Острожець, Рівненської області.
Тринадцятирічною вона вперше побачила виставу у Волинському обласному академічному музично-драматичному театрі міста Луцьк — за п'єсою Вадима Собка «За другим фронтом». Професійну гру акторів Тереза запам'ятала на все життя.
В 1950 році закінчила 7 класів Острожецької школи із Похвальною грамотою. В тому ж році переїхала разом із батьками до районного центру Мізоч, де продовжувала навчання в Мі́зоцькій середній школі. Тереза дуже добре вчилася, брала активну участь в різноманітних гуртках, які організовувались в школі, в концертах, любила танцювати…
Тереза Семенівна згадує вчительку англійської мови Мізоцької середньої школи — Галину Чижик, колишню актрису, яка організувала в школі драматичний гурток і навчала акторської майстерності своїх вихованців. Тереза грала головні ролі у шкільних виставах, які ставили на сцені Мізоцького Будинку культури. Перша в житті роль — роль головної героїні, нареченої американського льотчика капітана Вальтера Кідда у виставі Б. Лавреньова «Голос Америки» принесла юній акторці перше визнання, та окреслила шлях у майбутню професію.
По закінченні Мізоцької середньої школи Тереза Барановська вступила до Київського державного інституту театрального мистецтва імені І. К. Карпенка-Карого, який закінчила в 1958 році. Ще під час навчання в інституті в 1956 році Тереза Семенівна Барановська вийшла заміж за Пилипа Терентійовича Перету. У подружжя було двоє дітей.

## Професійна діяльність
По закінченні інституту була прийнята в трупу Сумського обласного академічного театру драми та музичної комедії імені М. С. Щепкіна. Її першою роллю на великій сцені була роль героїні Си-Фин у виставі «Тайфун» китайського драматурга Цао-Юа.
Деякий час працювала в Артемівському українському музично-драматичному театрі на Донбасі, а з вересня 1963 року — в Івано-Франківському музично-драматичному театрі ім. І. Франка, де дебютувала в ролі Олени в «Камінній душі» Гната Хоткевича.
У 1984 році за багаторічну успішну акторську роботу була удостоєна звання «Заслужена артистка України».
В 2001 році Тереза Перета (Барановська) стала лауреатом Премії імені Василя Стефаника, а в 2002 році на Всеукраїнському театральному фестивалі в Тернополі, отримала диплом за краще виконання жіночої ролі — ролі бабусі у виставі «Дерева вмирають стоячи» іспанського драматурга А. Касона.

25 грудня 2009 року Указом Президента України Терезі Переті присвоєно почесне звання «Народна артистка України».
Вона присвятила сцені більшу половину свого життя, та зіграла більше 150 ролей.

## Найбільш знакові ролі
- Лебідкіна — «Пізня любов» О. Островського;

- Катерина — «Сестри Річинські» І. Вільде;
- Ганка — «Безталанна» І. Карпенко-Карий;
- Мавра — «У неділю рано зілля копала» В. Василько;
- Хівря — «Сорочинський ярмарок» М. Старицький;
- Мати Івана — «Тіні забутих предків», інсценізація І. Бориса;
- Комариха — «Весілля в Малинівці» Л. Юхвид, О. Рябов;
- Тьотя Діна — «Севастопольський вальс» К. Лістов;
- Василуца — «Каса Маре» І. Друце;
- Марфа — «Жіночий бунт» Є. Птичкін, К. Васильєв;
- Тетяна — «Суєта» І. Карпенко-Карий;
- Люсі — «Далі — тиша» В. Дельмар;
- Бернарда — «Дім Бернарди Альби» Г. Лорка;
- Анастасія — «Цвіт папороті» Р. Федоріва;
- ристина Петрівна — «Додому повернулись моряки»;
- Тісбе — «Анжело — тиран Падуанський» В. Гюго;
- Надія Іванівна — «Рим-17, до запитання»;
- Горди́ля — «Циганка Аза» М. Старицького;
- Мати — «Затюканий апостол»;
- Ольга — «Заспівай-но пісню, діду» А. Бархоленко;
- Донна Марія — «Іспанці» М. Лєрмонтова;
- Бабуся — «Дерева помирають стоячи» А. Карсона.

27 березня 2017 року в Міжнародний день театру Тереза Семенівна виступила на сцені Івано-Франківського академічного обласного музично-драматичного театру ім. Івана Франка із промовою-підсумком своєї творчої праці.